# João Matias
João Carlos Araújo Matias (Barcelos, 26 maggio 1991) è un pistard e ciclista su strada portoghese che corre per il team Tavfer-Mortágua-Ovos Matinados.

## Palmarès

### Pista
- 2017

Campionati portoghesi, Scratch
- 2018

Campionati portoghesi, Inseguimento individuale
Sprint Meeting, Scratch
Sprint Meeting, Corsa a punti
Tre Giorni Aigle, Scratch
- 2019

Campionati portoghesi, Americana (con Rui Oliveira)
- 2020

Campionati portoghesi, Inseguimento individuale
Campionati portoghesi, Corsa a punti
- 2022

Campionati portoghesi, Omnium
Campionati portoghesi, Americana (con Iúri Leitão)
Campionati portoghesi, Corsa a punti
Trofeu Jose Bento Pessoa, Americana (con Diogo Narciso)
Trofeu Jose Bento Pessoa, Omnium
Trofeu Alves Barbosa, Americana (con Diogo Narciso)
Trofeu Alves Barbosa, Omnium
- 2023

Anadia, Scratch
- 2024

Anadia, Americana (con Iuri Leitao)

### Strada
- 2018 (Vito-Feirense-BlackJack, una vittoria)

5ª tappa Grande Prémio de Portugal N2 (Ferreira do Alentejo > Faro)
- 2019 (Vito-Feirense-Pnb, una vittoria)

5ª tappa Grande Prémio Jornal de Notícias (Monção > Viana do Castelo)
- 2022 (Tavfer-Mortágua-Ovos Matinados, due vittorie)

2ª tappa Volta a Portugal (Badajoz > Castelo Branco)
4ª tappa Volta a Portugal (Guarda > Viseu)
- 2023 (Tavfer-Ovos Matinados-Mortágua, due vittorie)

2ª tappa Volta a Portugal (Sines > Loulé)
5ª tappa Grande Prémio O Jogo (Paredes > Paredes)

#### Altri successi
- 2018 (Vito-Feirense-BlackJack)

Classifica a punti Grande Prémio de Portugal N2
- 2022 (Tavfer-Mortágua-Ovos Matinados)

Classifica scalatori Volta ao Algarve
- 2023 (Tavfer-Ovos Matinados-Mortágua)

Circuito da Malveira

## Piazzamenti

### Competizioni mondiali
- Campionati del mondo su pista

Hong Kong 2017 - Scratch: 20º
Hong Kong 2017 - Corsa a punti: 19º
Apeldoorn 2018 - Corsa a punti: 14º
Pruszków 2019 - Omnium: 17º
Berlino 2020 - Omnium: 17º
Roubaix 2021 - Inseguimento individuale: 15º
Roubaix 2021 - Americana: 6º
Saint-Quentin-en-Yvelines 2022 - Corsa a punti: 15º
Saint-Quentin-en-Yvelines 2022 - Omnium: 16º
Saint-Quentin-en-Yvelines 2022 - Corsa a eliminazione: 6º

### Competizioni europee
- Campionati europei su pista

Anadia 2012 - Scratch Under-23: 9º
Saint-Quentin-en-Yvelines 2016 - Chilometro a cronometro: 21º
Saint-Quentin-en-Yvelines 2016 - Corsa a eliminazione: 5º
Saint-Quentin-en-Yvelines 2016 - Americana: 13º
Berlino 2017 - Omnium: 13º
Berlino 2017 - Americana: 11º
Grenchen 2021 - Corsa a eliminazione: 2º
Grenchen 2021 - Inseguimento individuale: 19º
Grenchen 2021 - Omnium: 10º
Grenchen 2023 - Omnium: 9º
- Campionati europei su strada

Drenthe 2023 - In linea Elite: 85º
- Giochi europei

Minsk 2019 - In linea Elite: 92°
Minsk 2019 - Inseguimento individuale: 7°
Minsk 2019 - Americana: 5°